# Premeaux-Prissey
Premeaux-Prissey est une commune française située dans le département de la Côte-d'Or en région Bourgogne-Franche-Comté.

## Géographie

### Lieux-dits et écarts
- Prissey

### Hydrographie

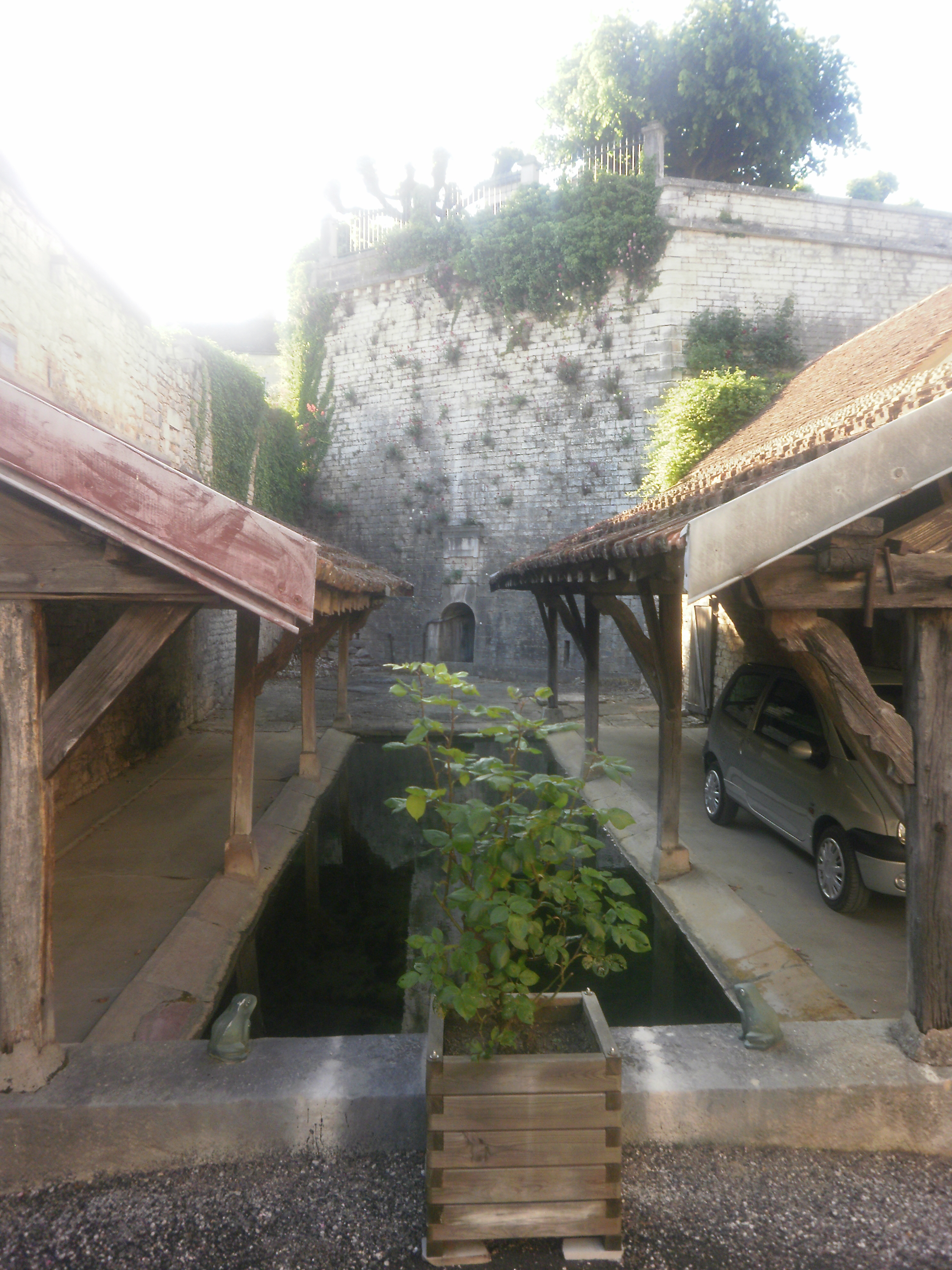
Source de la Courtavaux, aménagée en lavoir.

Le village possède plusieurs sources : la fontaine Saint-Marc rejoint la Bèze-Courtavaux, l'Arlot et la fontaine du Seuil.
Une nappe phréatique s'étend sous une partie du village. Elle jaillit avec une température constante d'environ 17 °C, quelle que soit la température extérieure.
Quatre plans d'eau ont été aménagés en même temps que la construction de l'autoroute A31. Trois servent à la pêche, et le quatrième aux sports mécaniques.

### Climat
Pour des articles plus généraux, voir Climat de la Bourgogne-Franche-Comté et Climat de la Côte-d'Or.
En 2010, le climat de la commune est de type climat océanique dégradé des plaines du Centre et du Nord, selon une étude du Centre national de la recherche scientifique s'appuyant sur une série de données couvrant la période 1971-2000. En 2020, Météo-France publie une typologie des climats de la France métropolitaine dans laquelle la commune est dans une zone de transition entre le climat océanique altéré et le climat océanique altéré et est dans la région climatique  Bourgogne, vallée de la Saône, caractérisée par un bon ensoleillement (1 900 h/an), un été chaud (18,5 °C), un air sec au printemps et en été et des vents faibles. 
Pour la période 1971-2000, la température annuelle moyenne est de 11,2 °C, avec une amplitude thermique annuelle de 17,7 °C. Le cumul annuel moyen de précipitations est de 776 mm, avec 11,3 jours de précipitations en janvier et 7,1 jours en juillet. Pour la période 1991-2020, la température moyenne annuelle observée sur la station météorologique de Météo-France la plus proche, « Saint-Nic. Citeaux », sur la commune de Saint-Nicolas-lès-Cîteaux à 9 km à vol d'oiseau, est de 11,2 °C et le cumul annuel moyen de précipitations est de 813,8 mm,. Pour l'avenir, les paramètres climatiques de la commune estimés pour 2050 selon différents scénarios d'émission de gaz à effet de serre sont consultables sur un site dédié publié par Météo-France en novembre 2022.

## Urbanisme

### Typologie
Au 1er janvier 2024, Premeaux-Prissey est catégorisée bourg rural, selon la nouvelle grille communale de densité à 7 niveaux définie par l'Insee en 2022.
Elle est située hors unité urbaine et hors attraction des villes,.

### Occupation des sols
L'occupation des sols de la commune, telle qu'elle ressort de la base de données européenne d’occupation biophysique des sols Corine Land Cover (CLC), est marquée par l'importance des territoires agricoles (68,4 % en 2018), en diminution par rapport à 1990 (70,6 %). La répartition détaillée en 2018 est la suivante : 
terres arables (43,4 %), forêts (18,5 %), cultures permanentes (16,3 %), zones agricoles hétérogènes (8,8 %), eaux continentales (5,9 %), zones urbanisées (5,8 %), mines, décharges et chantiers (1,5 %). L'évolution de l’occupation des sols de la commune et de ses infrastructures peut être observée sur les différentes représentations cartographiques du territoire : la carte de Cassini (XVIIIe siècle), la carte d'état-major (1820-1866) et les cartes ou photos aériennes de l'IGN pour la période actuelle (1950 à aujourd'hui).

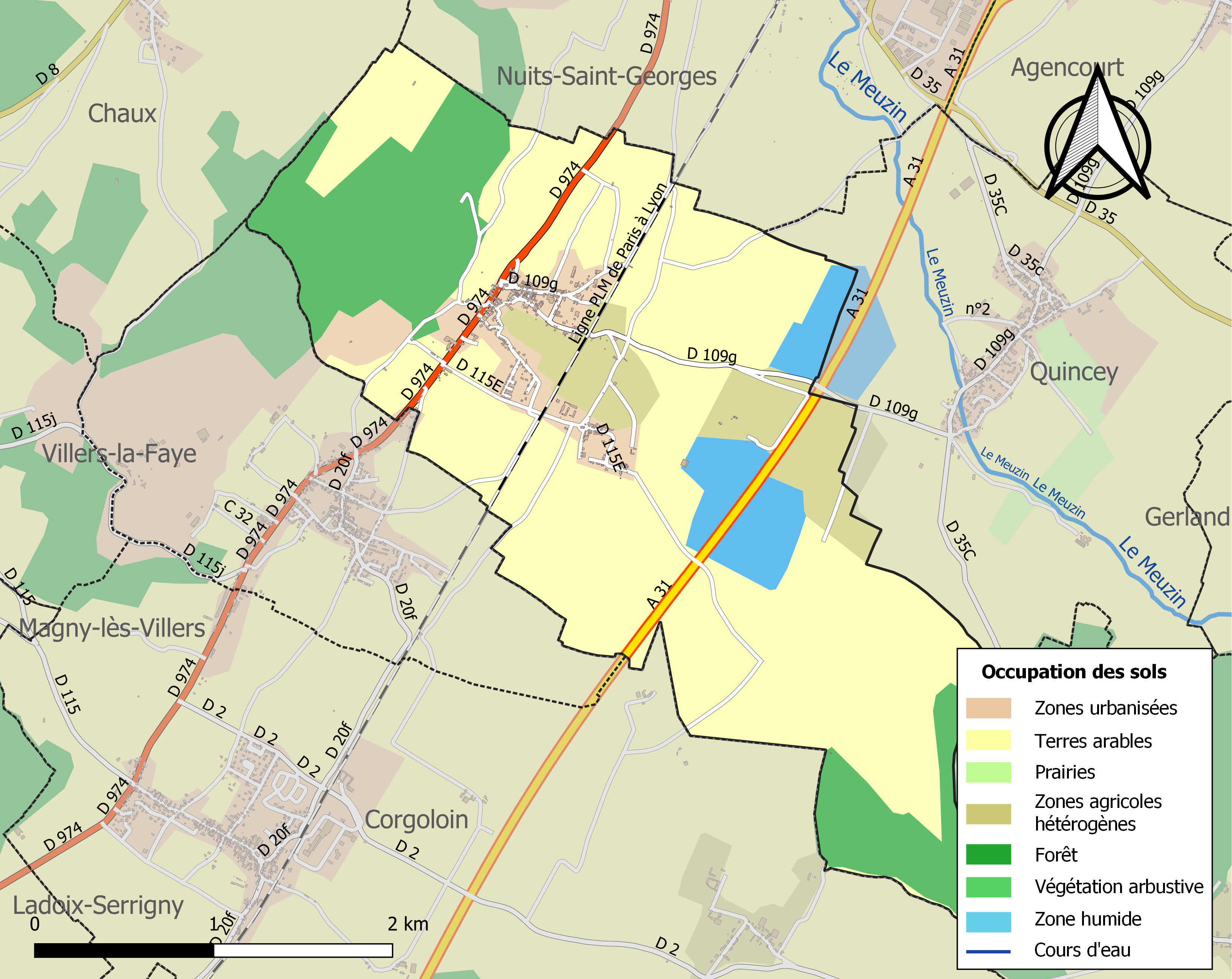
Carte des infrastructures et de l'occupation des sols de la commune en 2018 (CLC).

## Toponymie
Premeaux serait vraisemblablement une simple contraction de la locution  Premières eaux, le village étant bâti sur plusieurs sources. Toutefois, la première mention écrite du village se fait sous le nom de Prumel dans un écrit de l'Abbaye de Maizières en 1160.
Il est également possible qu'entre Prumel et Premeaux il ait existé l'orthographe Premellis, puisqu'il y a des traces de l'existence à Beaune d'un seigneur nommé Guillaume de Premellis au XIIIe siècle (nommé doyen de la Collégiale de Beaune en 1272)
Prissey vient du latin médiéval Prisseium, venant lui-même aussi du latin médiéval Prisseia Villa, dont on ne connaît pas la signification.
L'orthographe Prémeaux-Prissey, avec un accent sur le premier E, est parfois rencontrée par erreur.

## Histoire
Il y a une divergence sur l'histoire du village. D'un côté, il y a la version de l'historien local René Naudin, qu'il a publiée en 1998 dans une brochure nommée Premeaux Prissey, disponible gratuitement à la mairie du village. De l'autre, il y a la version de la journaliste Marie Protet au journal régional Le Bien public, qu'elle a publiée dans le numéro du mardi 6 décembre 2011. Sachant que les deux versions ne sont pas totalement compatibles, mais qu'elles se recoupent sur plusieurs points.

### Version de Marie Protet
L'église Saint-Martin de Prissey fut construite au XIe siècle.
Les deux communes seront des entités distinctes pendant plusieurs siècles, à l'exception de l'école commune située à Premeaux.
Au XVIe siècle, l'exploitation de plusieurs carrières de pierre rose débuta. Elle a actuellement cessé.
En 1943, profitant des vertus thermales de la source de la Courtavaux, une piscine naturelle y fut créée, et attira les habitants de la région jusque dans les années 1970. Elle fut alors contrainte de fermer, car elle ne répondait plus aux normes de traitement de l'eau par javellisation.
La réunion de Premeaux et Prissey en une seule commune n'eut lieu qu'en 1972. La mairie de Prissey est abandonnée au profit de celle de Premeaux. Il faut noter qu'avant l'unification, l'école primaire de Premeaux servait déjà aux deux villages en commun.
L'église Saint-Martin de Prissey fut classée à l'inventaire supplémentaire des monuments historiques en 1979.

### Autres sources
D'après certains travaux, dont les résultats étaient affichés dans l'église communale (jusqu'en 2010 ou 2011), Premeaux-Prissey aurait été fondé au début du XIIe siècle, sous la juridiction de Nuits-Saint-Georges. Mais aucune date plus précise n'a été avancée à ce jour.
Prissey, elle, semble plus ancienne. Du moins, son église fut construite au XIe siècle. Selon les travaux de Sylvain Demarthe, docteur en Histoire de l'art médiéval, un dénommé Henri Clerc aurait donné Prissey et son église à l'Abbaye Saint-Bénigne de Dijon en 1020. Puis Prissey serait passé sous l'autorité de Premeaux, avant de devenir une annexe de Corgoloin au XVIIIe siècle.
La mairie expose un sabre napoléonien retrouvé lors de travaux, comme preuve du passage des troupes napoléoniennes.

## Politique et administration
| Période                                  | Période   | Identité          | Étiquette | Qualité           |
| ---------------------------------------- | --------- | ----------------- | --------- | ----------------- |
| mars 1995                                | mars 2001 | Régis Dubois      | SE        | Viticulteur       |
| mars 2001                                | mars 2008 | Bertrand Ambroise |           | Viticulteur       |
| mars 2008                                | mars 2014 | Régis Dubois      | SE        | Viticulteur       |
| mars 2014                                | mars 2026 | Umberto Chetta    | SE        | Policier retraité |
| Les données manquantes sont à compléter. |           |                   |           |                   |

## Démographie
L'évolution du nombre d'habitants est connue à travers les recensements de la population effectués dans la commune depuis 1793. Pour les communes de moins de 10 000 habitants, une enquête de recensement portant sur toute la population est réalisée tous les cinq ans, les populations de référence des années intermédiaires étant quant à elles estimées par interpolation ou extrapolation. Pour la commune, le premier recensement exhaustif entrant dans le cadre du nouveau dispositif a été réalisé en 2005.

En 2022, la commune comptait 372 habitants, en évolution de −7,69 % par rapport à 2016 (Côte-d'Or : +0,82 %, France hors Mayotte : +2,11 %).
| 1793 | 1800 | 1806 | 1821 | 1836 | 1841 | 1846 | 1851 | 1856 |
| ---- | ---- | ---- | ---- | ---- | ---- | ---- | ---- | ---- |
| 274  | 305  | 279  | 313  | 303  | 300  | 327  | 328  | 360  |

| 1861 | 1866 | 1872 | 1876 | 1881 | 1886 | 1891 | 1896 | 1901 |
| ---- | ---- | ---- | ---- | ---- | ---- | ---- | ---- | ---- |
| 375  | 396  | 417  | 417  | 454  | 446  | 406  | 420  | 400  |

| 1906 | 1911 | 1921 | 1926 | 1931 | 1936 | 1946 | 1954 | 1962 |
| ---- | ---- | ---- | ---- | ---- | ---- | ---- | ---- | ---- |
| 435  | 433  | 333  | 345  | 346  | 345  | 344  | 323  | 316  |

| 1968 | 1975 | 1982 | 1990 | 1999 | 2005 | 2006 | 2010 | 2015 |
| ---- | ---- | ---- | ---- | ---- | ---- | ---- | ---- | ---- |
| 313  | 379  | 336  | 332  | 373  | 352  | 351  | 468  | 409  |

| 2020 | 2022 | - | - | - | - | - | - | - |
| ---- | ---- | - | - | - | - | - | - | - |
| 362  | 372  | - | - | - | - | - | - | - |

## Culture locale et patrimoine

### Lieux et monuments
- Le village possède un monument aux morts, une église ainsi que différentes sources, fontaines et lavoirs. L'église date du XIXe siècle, et présente la particularité d'être bâtie sur un plan en croix latine, mais dont le clocher est construit sur une base carrée et biaisée, donc alignée ni avec la nef, ni avec le prolongement de la nef, ni avec le transept.
- Prissey n'a pas son propre monument, mais possède sa propre église de style roman, classée à l'inventaire supplémentaire des Monuments historiques. Nommée Saint-Martin de Prissey, elle fut édifiée au XIe siècle, et fait partie des très nombreuses églises romanes de Bourgogne. À l'intérieur, trois éléments furent également classés. Une pierre tombale du XVe siècle, une du XVIIIe siècle, et un tableau du XVIIe siècle représentant la nativité Saint-Martin et Saint-Georges.

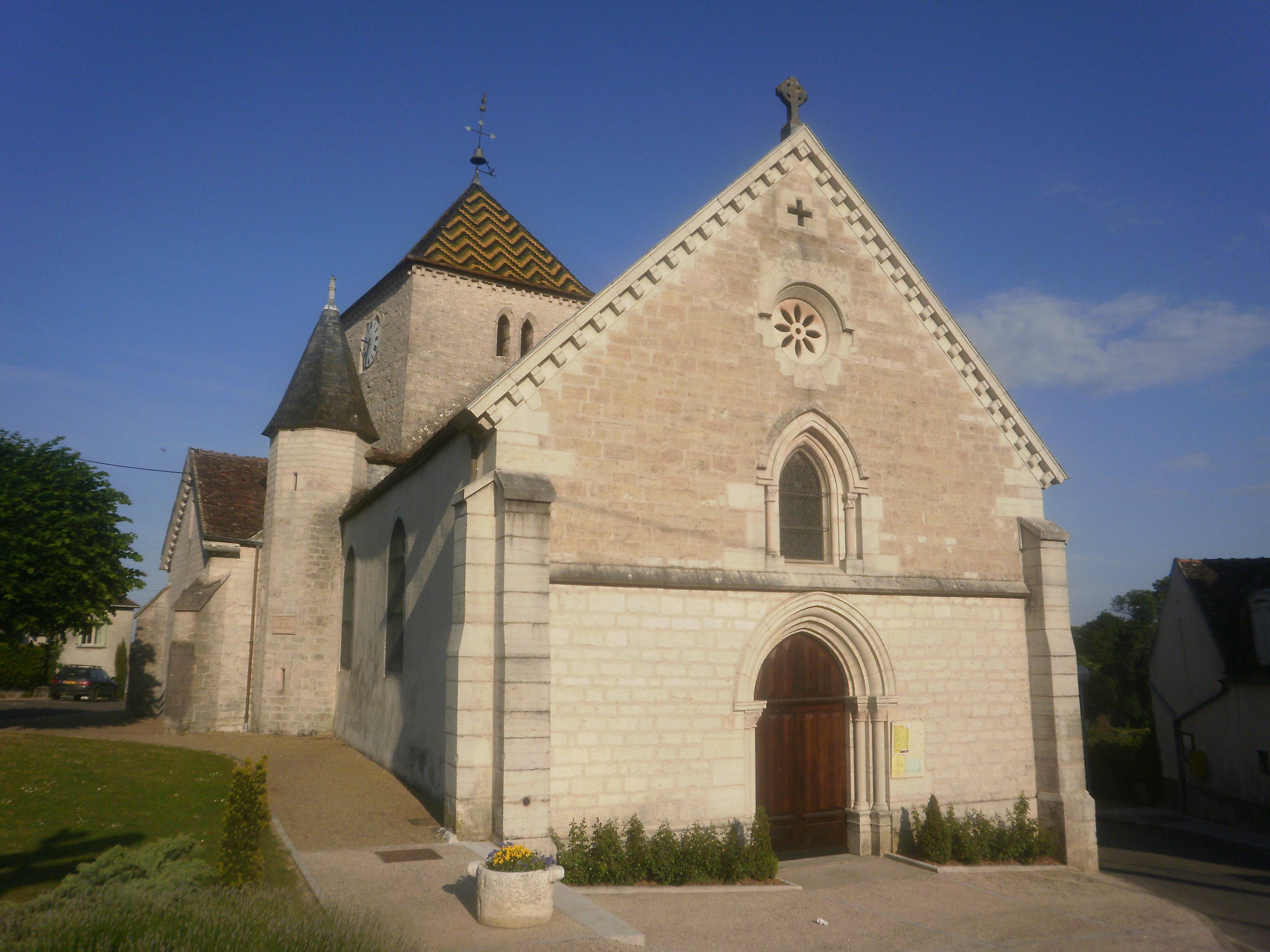
Église de Premeaux.
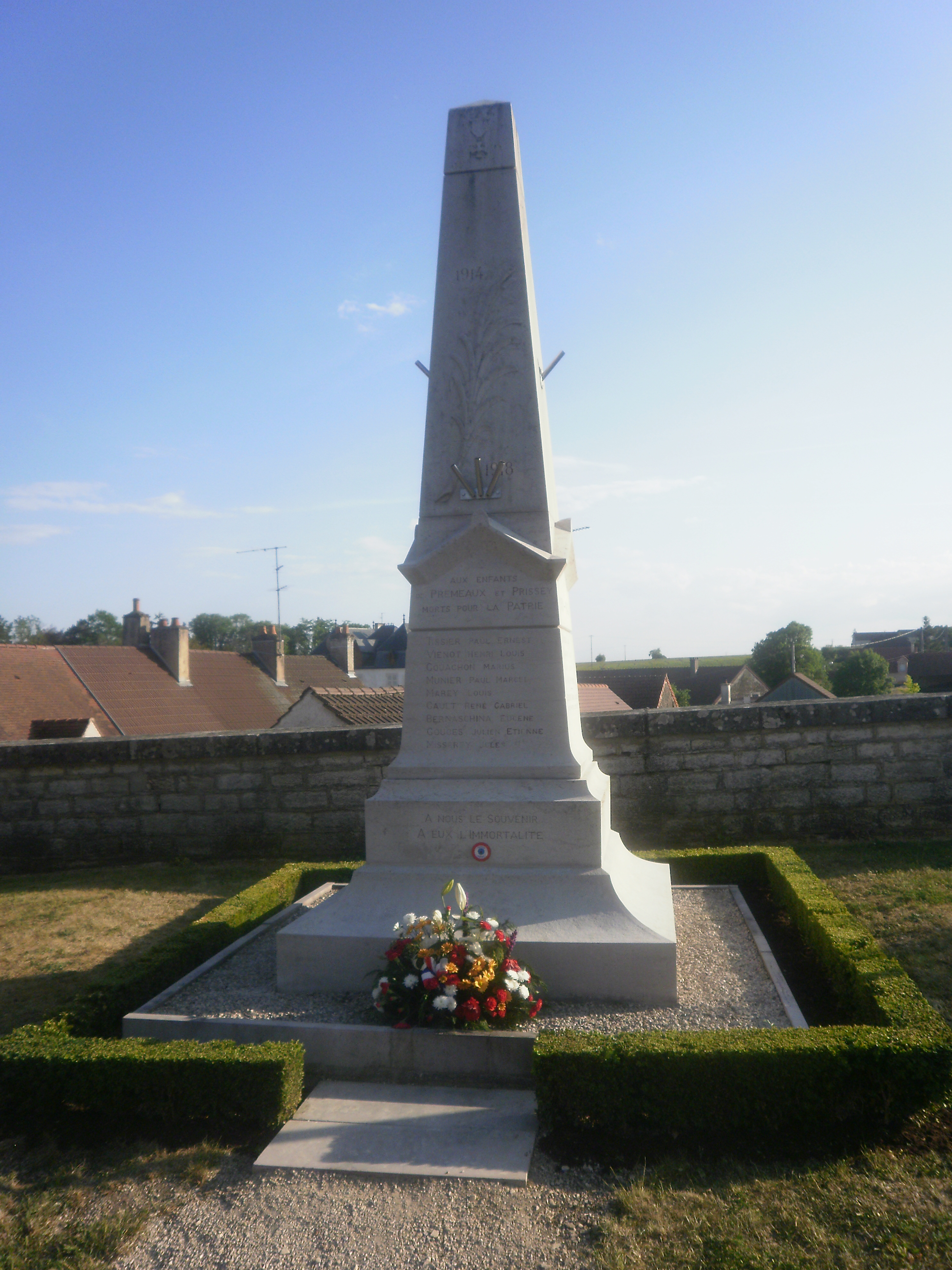
Monument aux morts de Premeaux-Prissey. Inscription: "À nous le souvenir. À eux l'immortalité".
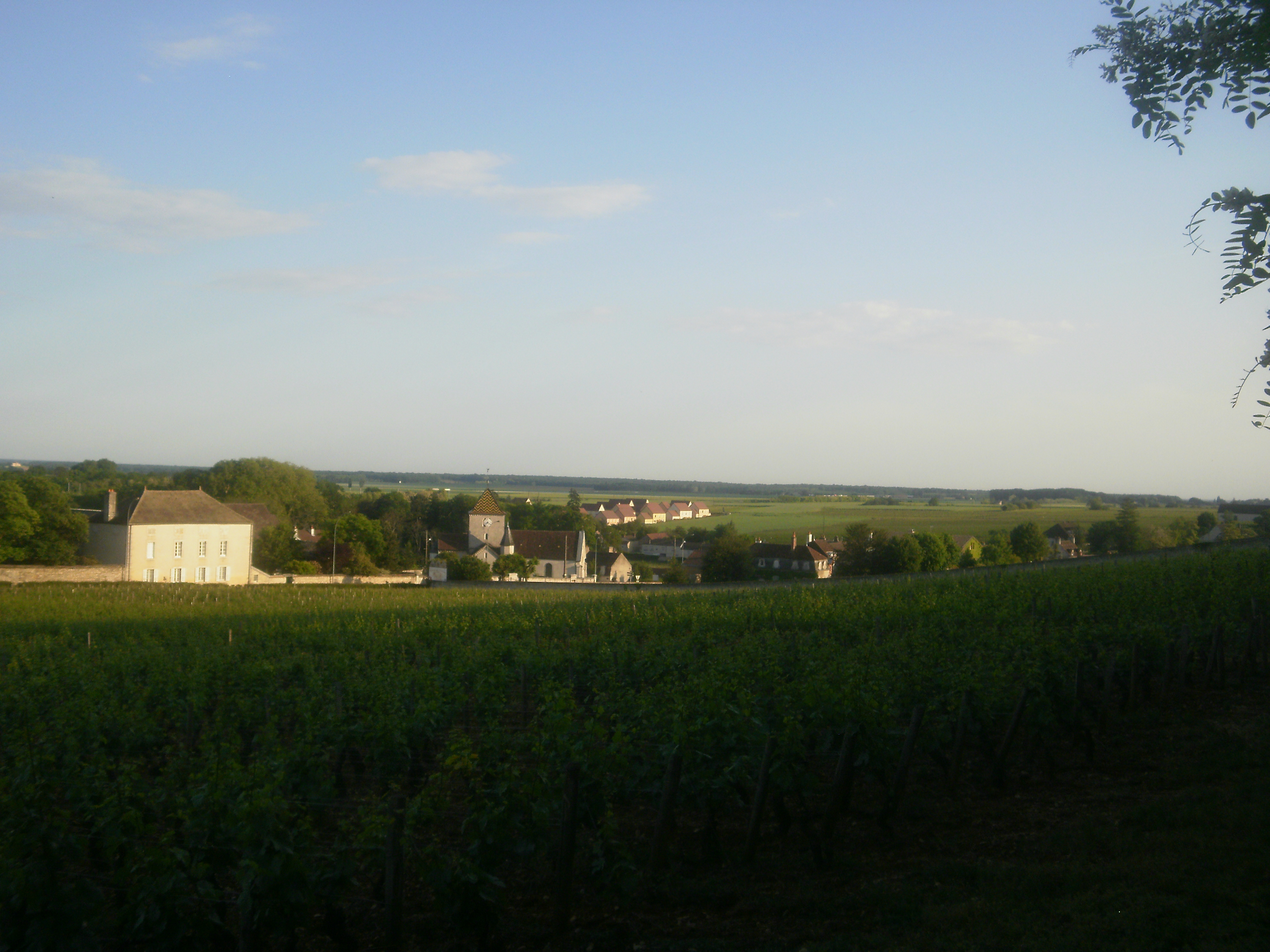
Point de vue du côté sud du village depuis le calvaire du Clos des Corvées.
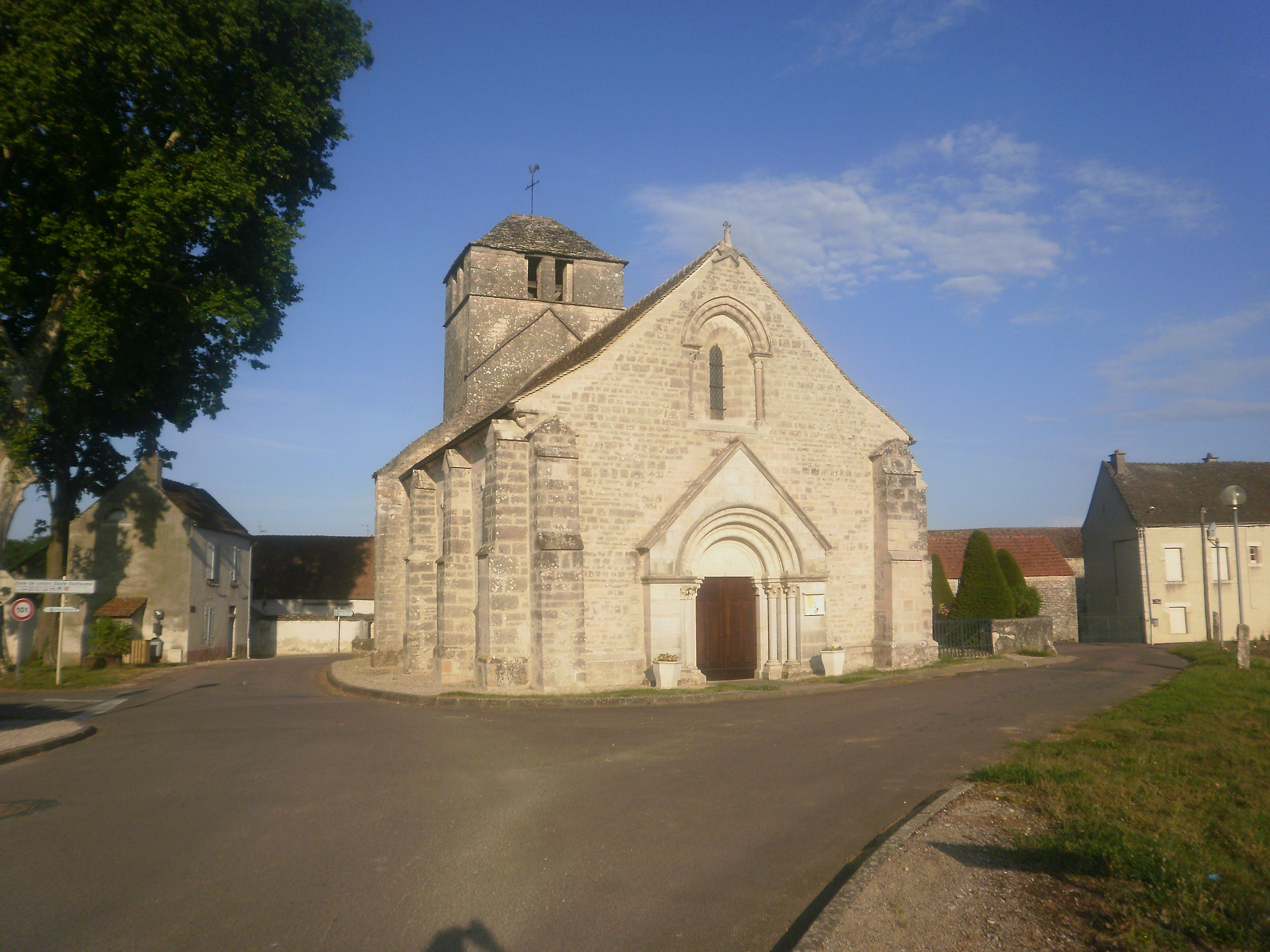
Église romane de Prissey.

- Près de Prissey, l'ancienne décharge communale a été transformée en arboretum (avec la participation des enfants de l'école communale de 2006). Le projet devrait être achevé d'ici 2020, d'après les estimations de la commune.

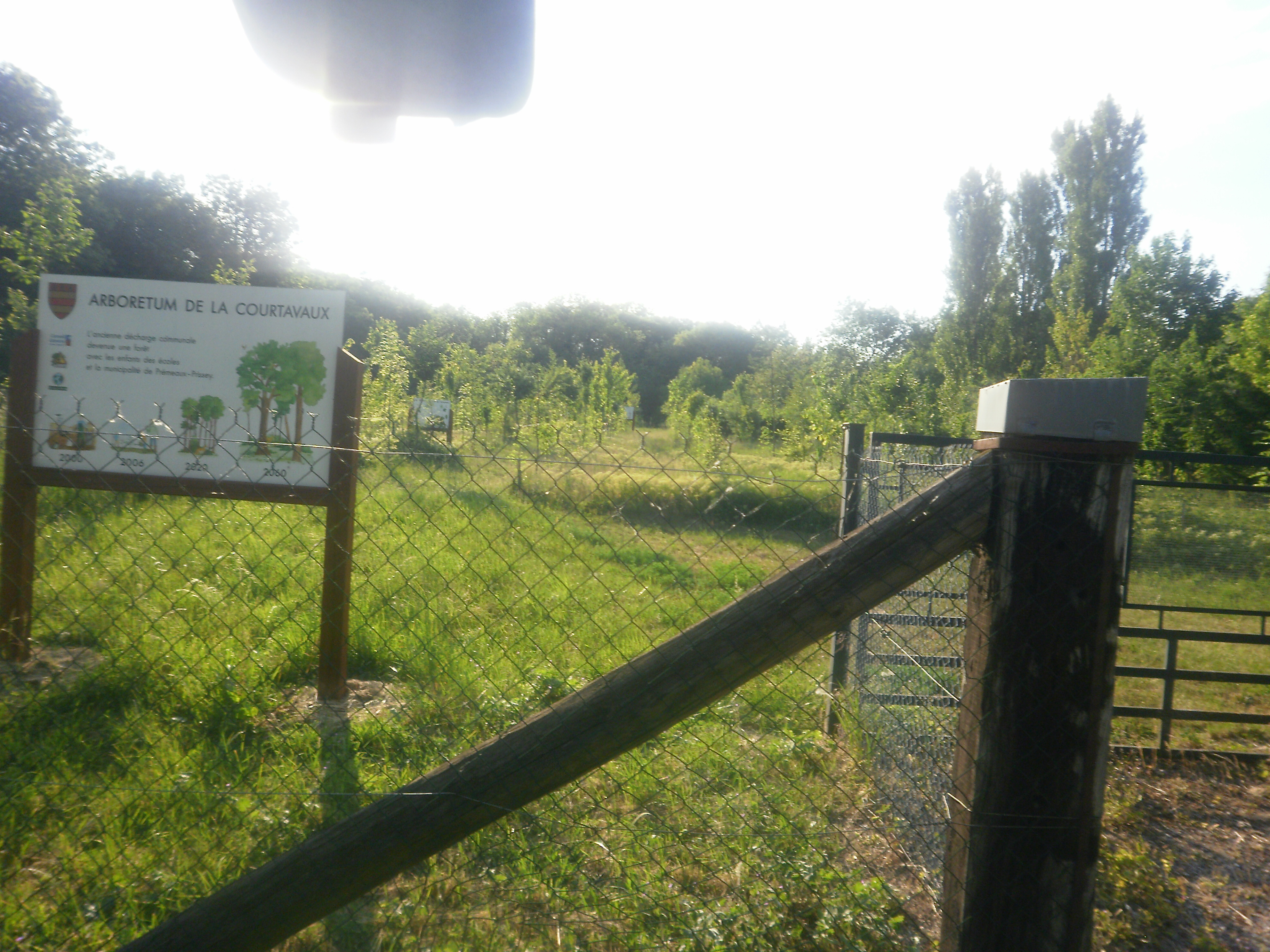
Arboretum de Premeaux-Prissey en 2011.

- La source de la Courtavaux, qui formait naguère un petit étang et qui a été transformé en piscine. La minéralisation de l'eau de Premeaux est assez faible ; les eaux sont hydrogéno-carbonatées et sulfatées calco-magnésiennes et légèrement chlorurées sodiques[16].

### Personnalités liées à la commune
- Simone Rozès, née Simone Ludwigy, première femme à avoir été Première Présidente de la Cour de Cassation, épousa Gabriel Rozès, habitant de Premeaux.
- Maurice Boitel, qui, entre fin 1944 et 1946, a peint plusieurs tableaux à Premeaux-Prissey dont un grand paysage représentant la piscine de la commune exposé en 2012 au musée de Nuits-Saint-Georges.

### Héraldique
| Blason de Premeaux-Prissey | Blason  | De gueules à deux fasces d'or accompagnées de trois quintefeuilles du même rangées en chef. |
| Blason de Premeaux-Prissey | Détails | Le statut officiel du blason reste à déterminer.                                            |